# Clinocera elongata
Clinocera elongata är en tvåvingeart som beskrevs av Wagner 1982. Clinocera elongata ingår i släktet Clinocera och familjen dansflugor.
Artens utbredningsområde är Österrike. Inga underarter finns listade i Catalogue of Life.